# Società Sportiva Lazio 1945-1946
Questa voce raccoglie le informazioni riguardanti la Società Sportiva Lazio nelle competizioni ufficiali della stagione 1945-1946.

## Stagione
Nella stagione 1945-1946 ritornò il campionato nazionale, anche se diviso nei due gironi Nord e Centro-Sud. La Lazio si classificò al settimo posto del girone Centro-Sud, mancando l'accesso alla fase finale del torneo, in una stagione che vide avvicendarsi tre allenatori diversi: Canestri, Gualtieri (in veste di allenatore-giocatore) e infine Cargnelli.

## Organigramma societario
Area direttiva
- Presidente: Andrea Ercoli

Area tecnica
- Allenatore: Dino Canestri, da dicembre Salvador Gualtieri, da febbraio Tony Cargnelli

## Rosa
| N. |                   | Ruolo | Calciatore          |
| -- | ----------------- | ----- | ------------------- |
|    | Italia (bandiera) | P     | Corrado Giubilo     |
|    | Italia (bandiera) | P     | Uber Gradella       |
|    | Italia (bandiera) | D     | Francesco Antonazzi |
|    | Italia (bandiera) | D     | Emilio Carton       |
|    | Italia (bandiera) | D     | Aldo De Pierro      |
|    | Italia (bandiera) | D     | Alessandro Ferri    |
|    | Italia (bandiera) | D     | Edoardo Valenti     |
|    | Italia (bandiera) | C     | Romolo Alzani       |
|    | Italia (bandiera) | C     | Cesare Brunetti     |
|    | Italia (bandiera) | C     | Alessandro Capponi  |
|    | Italia (bandiera) | C     | Sergio Del Pinto    |

| N. |                       | Ruolo | Calciatore            |
| -- | --------------------- | ----- | --------------------- |
|    | Argentina (bandiera)  | C     | Salvador Gualtieri    |
|    | Italia (bandiera)     | C     | Guido Manfré          |
|    | Italia (bandiera)     | A     | Costantino De Andreis |
|    | Austria (bandiera)    | A     | Engelbert Koenig      |
|    | Italia (bandiera)     | A     | Umberto Lombardini    |
|    | Jugoslavia (bandiera) | A     | Petar Manola          |
|    | Italia (bandiera)     | A     | Ennio Modesti         |
|    | Italia (bandiera)     | A     | Aldo Puccinelli       |
|    | Italia (bandiera)     | A     | Ferrero Tossio        |
|    | Italia (bandiera)     | A     | Luigi Vettraino       |

## Calciomercato
| Acquisti | Acquisti           | Acquisti              | Acquisti   |
| R.       | Nome               | da                    | Modalità   |
| -------- | ------------------ | --------------------- | ---------- |
| P        | Uber Gradella      | Novara                | definitivo |
| D        | Emilio Carton      | Verona                | definitivo |
| D        | Alessandro Ferri   | Audace Taranto        | definitivo |
| C        | Romolo Alzani      | Tirrenia              | definitivo |
| C        | Cesare Brunetti    | Milan                 | definitivo |
| C        | Sergio Del Pinto   | Alba Roma             | definitivo |
| A        | Umberto Lombardini | Cruzeiro-RS           | definitivo |
| A        | Ennio Modesti      |                       | svincolato |
| A        | Aldo Puccinelli    | Santa Croce sull'Arno | definitivo |
| A        | Ferrero Tossio     | Alessandria           | definitivo |
| A        | Luigi Vettraino    | Juventus Roma         | definitivo |

| Cessioni | Cessioni         | Cessioni  | Cessioni   |
| R.       | Nome             | a         | Modalità   |
| -------- | ---------------- | --------- | ---------- |
| P        | Amedeo Rega      | Perugia   | definitivo |
| P        | Aurelio Salvioni |           | svincolato |
| D        | Renato Ferrarese | Nocerina  | definitivo |
| C        | Michele Andreolo | Napoli    | definitivo |
| C        | Domenico Fabbri  |           | svincolato |
| C        | Franco Rosi      | Avezzano  | prestito   |
| A        | Elvezio D'Orazi  | Ternana   | definitivo |
| A        | Giuseppe Mancini | Alba Roma | definitivo |
| A        | Luigi Vettraino  | Alba Roma | definitivo |

## Risultati

### Divisione Nazionale

#### Serie A-B Centro-Sud

##### Girone di andata
| Arbitro: | Gamba (Napoli) |

|  |           |                               |
|  | Marcatori | 42’ (aut.) Valenti 47’ Raccis |

| Arbitro: | Scotti (Taranto) |

|                      |           |  |
| Tori 8’ Colaneri 74’ | Marcatori |  |

| Napoli 4 novembre 1945 3ª giornata | Napoli          | 0 – 0 | Lazio | Stadio del Vomero\| Arbitro: \| Cambi (Livorno) \| |
| Arbitro:                           | Cambi (Livorno) |       |       |                                                    |

| Arbitro: | Goracci (Firenze) |

|                |           |  |
| Puccinelli 90’ | Marcatori |  |

| Arbitro: | Gamba (Napoli) |

|                                    |           |                      |
| Menti III 24’, 80’ Gritti 68’, 83’ | Marcatori | 16’, 38’, 58’ Koenig |

| Arbitro: | Altomare (Taranto) |

|  |           |              |
|  | Marcatori | 15’ Brunetti |

| Roma 2 dicembre 1945 7ª giornata | Lazio                | 0 – 0 | Siena | Stadio Nazionale\| Arbitro: \| Stampacchia (Napoli) \| |
| Arbitro:                         | Stampacchia (Napoli) |       |       |                                                        |

| Arbitro: | Coppolone (Bari) |

|                |           |                      |
| Puccinelli 14’ | Marcatori | 19’ Conti 83’ Romani |

| Arbitro: | Pera (Firenze) |

|                               |           |                        |
| Tontodonati 3’ De Angelis 40’ | Marcatori | 56’ (rig.), 63’ Koenig |

| Arbitro: | Gamba (Napoli) |

|            |           |                      |
| Manola 69’ | Marcatori | 32’ Urilli 72’ Borin |

| 30 dicembre 1945 11ª giornata |  | – Turno di riposo |  |  |

##### Girone di ritorno
| Arbitro: | Pizziolo (Firenze) |

|                |           |  |
| Capaccioli 71’ | Marcatori |  |

| Arbitro: | Catalucci (Firenze) |

|                           |           |           |
| Lombardini 74’ Koenig 75’ | Marcatori | 77’ Volpe |

| Roma 3 febbraio 1946 14ª giornata | Lazio            | 0 – 0 | Napoli | Stadio Nazionale\| Arbitro: \| Scotti (Taranto) \| |
| Arbitro:                          | Scotti (Taranto) |       |        |                                                    |

| Arbitro: | Vannini (Bologna) |

|             |           |  |
| Carlini 47’ | Marcatori |  |

| Arbitro: | Carpani (Milano) |

|            |           |  |
| Koenig 23’ | Marcatori |  |

| Arbitro: | Bonamartini (Firenze) |

|  |           |              |
|  | Marcatori | 41’ Antolini |

| Siena 3 marzo 18ª giornata | Siena           | 0 – 0 | Lazio | Stadio del Rastrello\| Arbitro: \| Cambi (Livorno) \| |
| Arbitro:                   | Cambi (Livorno) |       |       |                                                       |

| Arbitro: | Cristantiello (Bari) |

|              |           |  |
| Gualtieri 9’ | Marcatori |  |

| Arbitro: | Casini (Palermo) |

|                                                     |           |  |
| Koenig 30’, 59’, 88’ Lombardini 34’, 89’ Alzani 49’ | Marcatori |  |

| Arbitro: | Stampacchia (Napoli) |

|  |           |            |
|  | Marcatori | 25’ Koenig |

| 31 marzo 1946 22ª giornata |  | – Turno di riposo |  |  |

## Statistiche

### Statistiche di squadra
| Competizione                    | Punti | In casa | In casa | In casa | In casa | In casa | In casa | In trasferta | In trasferta | In trasferta | In trasferta | In trasferta | In trasferta | Totale | Totale | Totale | Totale | Totale | Totale | DR |
| Competizione                    | Punti | G       | V       | N       | P       | Gf      | Gs      | G            | V            | N            | P            | Gf           | Gs           | G      | V      | N      | P      | Gf     | Gs     | DR |
| ------------------------------- | ----- | ------- | ------- | ------- | ------- | ------- | ------- | ------------ | ------------ | ------------ | ------------ | ------------ | ------------ | ------ | ------ | ------ | ------ | ------ | ------ | -- |
| Divisione Nazionale             | 17    | 10      | 4       | 2       | 4       | 12      | 8       | 10           | 2            | 3            | 5            | 7            | 11           | 20     | 6      | 5      | 9      | 19     | 19     | 0  |
| Torneo Postcampionato 1945-1946 | 9     | 3       | 1       | 2       | 0       | 5       | 4       | 3            | 2            | 1            | 0            | 7            | 1            | 6      | 3      | 3      | 0      | 12     | 5      | +7 |
| Totale                          | -     | 13      | 5       | 4       | 4       | 17      | 12      | 13           | 4            | 4            | 5            | 14           | 12           | 26     | 9      | 8      | 9      | 31     | 24     | +7 |

### Statistiche dei giocatori
| Giocatore     | Divisione Nazionale | Divisione Nazionale | Torneo Postcampionato | Torneo Postcampionato | Totale   | Totale |
| Giocatore     | Presenze            | Reti                | Presenze              | Reti                  | Presenze | Reti   |
| ------------- | ------------------- | ------------------- | --------------------- | --------------------- | -------- | ------ |
| R. Alzani     | 17                  | 1                   | 4                     | 0                     | 21       | 1      |
| F. Antonazzi  | 2                   | 0                   | 6                     | 0                     | 8        | 0      |
| C. Brunetti   | 9                   | 1                   | 6                     | 2                     | 15       | 3      |
| E. Carton     | 11                  | 0                   | 6                     | 0                     | 17       | 0      |
| C. De Andreis | 13                  | 0                   | 6                     | 1                     | 19       | 1      |
| A. De Pierro  | 1                   | 0                   | -                     | -                     | 1        | 0      |
| S. Del Pinto  | 12                  | 0                   | 5                     | 0                     | 17       | 0      |
| A. Ferri      | 19                  | 0                   | 1                     | 0                     | 20       | 0      |
| C. Giubilo    | 1                   | 0                   | 6                     | -5                    | 7        | -5     |
| U. Gradella   | 19                  | -19                 | -                     | -                     | 19       | -19    |
| S. Gualtieri  | 20                  | 0                   | 1                     | 0                     | 21       | 0      |
| E. Koenig     | 18                  | 11                  | 6                     | 7                     | 24       | 18     |
| U. Lombardini | 18                  | 3                   | 6                     | 0                     | 24       | 3      |
| G. Manfrè     | 3                   | 0                   | 2                     | 0                     | 5        | 0      |
| P. Manola     | 20                  | 1                   | -                     | -                     | 20       | 1      |
| E. Modesti    | 2                   | 0                   | 4                     | 0                     | 6        | 0      |
| A. Puccinelli | 20                  | 2                   | 5                     | 2                     | 25       | 4      |
| F. Tossio     | 7                   | 0                   | 2                     | 0                     | 9        | 0      |
| E. Valenti    | 8                   | 0                   | -                     | -                     | 8        | 0      |